# Computer Music Journal
Pour les articles homonymes, voir CMJ.
Le Computer Music Journal (CMJ) est une revue scientifique trimestrielle à comité de lecture consacrée à une grande variété de sujets en rapport avec le traitement du son et la musique électroacoustique. Fondée en 1977, elle est publiée en ligne et en version papier par MIT Press. Elle est accompagnée chaque année par un CD/DVD qui rassemble des œuvres audio et vidéo de différents artistes électroniques.